# 内藤湖南
内藤 湖南（ないとう こなん、1866年8月27日（慶応2年7月18日） - 1934年（昭和9年）6月26日）は、近代日本の東洋史学者。名は虎次郎（とらじろう)。字は炳卿（へいけい）。湖南は号。別号に黒頭尊者。白鳥庫吉と共に戦前を代表する東洋学者であり、戦前の邪馬台国論争、中国における唐宋変革時代区分論争などで学界を二分した。

## 生涯

### 上京まで
1866年 （慶応年間）陸奥国毛馬内村（現：秋田県鹿角市十和田毛馬内）にて、南部藩士・内藤調一（1832年 - 1908年。号は十湾）と容子の次男として生まれた。本名の「虎次郎」は、父の十湾が吉田松陰に心酔していたため、吉田松陰の通称である「寅次郎」から取って命名した。父・十湾は折衷学派に属していた。
6歳で『大学』をわずか4ヶ月で習得し、7歳で『二十四孝』と四書を習得し、13歳時で『日本外史』を通読し、さらに詩作を始める。友人や世間の評判も「学問が出来ても決して威張らず、喧嘩など一度もしたことがない。感心な子どもだ」というものであった。秋田師範学校に入学後も、一人キリスト教会に通い、宣教師ガルスト・スミス（アメリカ人）につき『万国史』などを勉強した。
1884年（明治17年） 秋田師範学校を4年かかる課程を2年半で卒業して、10代で綴子（つづれこ）小学校の主席訓導（実質的には校長）となる。

### ジャーナリスト
1887年（明治20年）に上京し、大内青巒の仏教雑誌「明教新誌」の編集に携わり、続けて同じく青巒の「万報一覧」「大同新報」の記者のあと、国粋主義の政教社に入社、機関紙「日本人」「亜細亜（「日本人」のダミー誌）」の編集に加わった。その後「三河新聞」や「大阪朝日新聞」「台湾日報」「万朝報」などの編集で名を馳せた。日露戦争に於いては開戦論を展開した。

### 京都帝国大学
10年間ジャーナリストを務めた後、1907年（明治40年）に京都帝国大学文科大学史学科（同年、学生募集開始）東洋史学講座講師に就任、1909年（明治42年） には京都帝大教授になった。講師となって以後、東洋史担当講座に足掛け20年務め、同僚の狩野直喜・桑原隲蔵とともに「京都支那学」を形成、京大の学宝とまで呼ばれた。
1910年（明治43年）、教授在任期間が1年となったため、狩野亨吉総長の推薦により文学博士（京都帝国大学）。主著の一つである『清朝史通論』は、この博士号が慣習によるものであったため、自身が博士論文に相当する論考を書かねばならないと決意し執筆したもの。同論文自体は博士学位論文ではない。
東京帝国大学（東京学派）の白鳥庫吉とは「東の白鳥庫吉、西の内藤湖南」「実証学派の内藤湖南、文献学派の白鳥庫吉」と並び称された。特に邪馬台国の所在地をめぐる論争では畿内説を主張し、九州説を唱えた白鳥と激しい論争が展開された。

### 晩年
1926年（大正15年）に大学の60歳定年制に基づき、京都帝大を退官、また帝国学士院会員に選出される。退官後は京都府瓶原村（現木津川市）に隠棲し、読書著述の日々を過ごした。
1934年（昭和9年）6月26日 死去。墓所は京都東山の法然院。

## 栄典

### 位階
- 1924年（大正13年）2月15日 - 従四位[9]

### 勲章等
- 1924年（大正13年）2月23日 - 勲三等瑞宝章[10]

## 研究内容・業績
- 京都帝国大学東洋史学講座で長く教鞭をとり、京都学派の一人である。

### 応仁の乱の日本史における意義
1921年（大正10年）の講演「応仁の乱に就て」では「一体他流試合と申すもので、一寸も私の専門に関係のないことであります」といういささか挑発的な前置きをしつつも、「大体今日の日本を知る為に日本の歴史を研究するには、古代の歴史を研究する必要は殆どありませぬ、応仁の乱以後の歴史を知って居ったらそれで沢山です。それ以前の事は外国の歴史と同じ位にしか感ぜられませぬが、応仁の乱以後は我々の真の身体骨肉に直接触れた歴史であつて、これを本当に知って居れば、それで日本歴史は十分だと言つていいのであります」と発言している。この発言は多く日本中世史を論じるときに引用されている。

### 唐宋変革論
史論の代表的なものに、独特の文化史観に基づき、中国史の時代区分を唐と宋の間を持って大きく時代を分けるというものが唐宋変革論である。湖南は秦漢時代を上古と規定し、後漢から西晋の間を第一次の過渡期とし、五胡十六国時代から唐の中期までを中世とする。唐の後期から五代十国時代を第二の過渡期とし、この時代をもって大きく社会が変容したとする。そして、宋以降は近世（ここでいう「近世」は現代でいう「近代」に近い）であり、貴族の時代から平民の時代へ変革したとする。
この説は湖南の没後、宮崎市定ら次世代の京都学派が発展させ、宋以後中世説を唱える歴研派との時代区分論争が展開された。

### 『支那論』『新支那論』
戦後、湖南は「対中侵略主義者」として批判された。これは、1914年刊『支那論』、その続編として書かれた1924年刊『新支那論』（没後1938年合本版、2013年復刊）の内容が原因である。
『支那論』は、同時代の中国（中華民国初期）についての時事評論であり、とくに袁世凱の専制政治を、唐宋変革論により非難する内容だった。すなわち、中国は宋代以降現代まで「平民」の時代であり、袁世凱の専制政治は時代に逆行している、と説いた。
『新支那論』は、袁世凱没後の軍閥内乱や、五四運動による排日運動・欧米化の過熱を踏まえて、『支那論』を更新する内容だった。湖南は、五四運動の担い手だった若者たち（通称ヤング・チャイナ）を、欧米かぶれで伝統文化を破壊する「新人」として非難した。その上で「文化や芸術は高尚なもの、政治は低俗なもの」という前提のもと、中国人は文化や芸術に専念して、中国統治は日本人や欧米人に委託するべき、と説いた。これは列強の中国侵略を肯定しているようだが、湖南としては、中国こそが文化的な先進国であり、日本や欧米は後進国である、という考えによるものだった。

## 後世の受容
戦後日本では、『支那論』『新支那論』が侵略主義的だったとして、野原四郎や増淵龍夫に断罪された。一方、唐宋変革論は、宮崎市定ら京都学派に継承され、歴研派との時代区分論争が展開された。しかしながら、湖南についての解説書は、ジョシュア・フォーゲル 『内藤湖南 ポリティックスとシノロジー』（原著1984年、日本語訳1989年）がある程度だった。三田村泰助『内藤湖南』（1972年、中公新書）もあるが、前半生の伝記が中心で、学問の解説は乏しかった。
しかし2000年前後から、著作の復刊、再評価、湖南研究が徐々に進んでいる。中国でも同じころから研究対象として注目されている。

## エピソード
- 湖南を京都帝国大学教授にするという決断を下したのは当時の学長・狩野亨吉であるが、文部省からそれに対し難色が示された。（秋田県）伝習学校卒業という彼の学歴が問題になったのである。このとき、「お釈迦様でも孔子でも学歴（帝大卒）のない人間は（帝大教授として）認めない」とさえ文部省側は言ったといわれているが、狩野が遂に「内藤をとらぬならおれもやめる」と押し通してしまったという（この辺りの双方のやり取りは諸説あるところで発言内容には異同がある）。
- 講義するときの声が極めて美しく「金声玉振」とはこのことかと、弟子の貝塚茂樹が回想している。
- 1884年に主席訓導を勤めた綴子小学校は父・十湾ら南部藩の兵士が18年前の戊辰戦争の秋田戦争で戦闘を行い、民家を焼き討ちにして撤退していった綴子村（現・秋田県北秋田市）の中にある。戊辰戦争と受けた被害のことは生々しく民衆の間に残っていた。しかし、湖南は課外に英語を教え、教科書にもない理科の実験などを行うなど新教育を施して村民の信頼を受けたと言われている。湖南を抜擢した狩野は、この秋田戦争で父が勤めていた落城寸前の大館城から離れ、姉に背負われ命からがら弘前藩に逃げ落ちている。
- 綴子小学校は、秋田で最も古い塾である内館塾の後継の小学校である。内館塾には般若院英泉や宮野尹賢らの残した古文書が多数残されていた。内藤湖南はこれらの古文書を研究したと言われている。また、食費以外は俸給の全部を新刊の図書や雑誌の購入にあて新知識を吸収した。
- 記憶力がよく、友人知人の蔵書にも精通しており、必要があると電話をその友人にかけて「あなたのどの本棚の何段目のこれこれという本の何ページあたりに、こういうことが書かれていたかと思うが少し調べておいてほしい」という具合に頼むことがしばしばあったという[20]。

## 家族・親族
- 内藤家：戦国武将・内藤昌豊の子孫であるという家系伝承を持ち、湖南は父・十湾の命で長篠古戦場跡の昌豊の墓を訪ねたことがあるという[21]。
- 父：内藤調一は南部藩士。
- 長男：内藤乾吉（ないとう けんきち）（1899-1978）は、法学者（中国法制史）、京都府立図書館長ほか。
- 次男：内藤戊申（ないとう しげのぶ）（1908-1989）は、古代中国史学者、愛知大学教授ほか。

## 著作

### 全集
- 『内藤湖南全集』神田喜一郎・内藤乾吉編（全14巻：筑摩書房、1969年 - 1976年、復刊1996 - 97年）

1. 近世文學史論、諸葛武侯、淚珠唾珠、雜纂
2. 燕山楚水、續淚珠唾珠ほか
3. 「大阪朝日新聞」所載論説-1900年8月から1906年4月まで
4. 續「大阪朝日新聞」所載論説 雜文、時事論-明治期から晩年まで
5. 續 時事論、清朝衰亡論、支那論、新支那論
6. 雜纂、序文、旅行記、韓國東北疆界攷略、滿洲寫眞帖
7. 研幾小錄、一名支那學叢考、讀史叢錄
8. 東洋文化史研究、清朝史通論
9. 日本文化史研究、先哲の學問
10. 支那上古史、支那中古の文化、支那近世史
11. 支那史學史
12. 目睹書譚、支那目錄學ほか
13. 支那繪畫史[22]、繪畫史雜纂
14. 湖南文存、湖南詩存、和歌、書簡、索引ほか

近年刊行された著作
- 『内藤湖南 未収録文集』（内藤湖南研究会編、河合文化教育研究所、2018年）全集未収録の327編
- 『日本文化史研究』（講談社〈講談社学術文庫〉上・下、初版1976年、解説 桑原武夫）重版多数
- 『先哲の学問』（筑摩書房〈ちくま学芸文庫〉、2012年、解説 水田紀久、佐藤正英）[23]
- 『清朝史通論』（平凡社〈東洋文庫〉、1992年、復刊2012年）『清朝衰亡論』を併録
- 『支那史学史』（平凡社〈東洋文庫〉全2巻、1993年、復刊2013年）各・ワイド版2008-2009年
- 『東洋文化史』（中央公論新社〈中公クラシックス〉、2004年、解説 礪波護）[24]
- 『支那論』（文藝春秋〈文春学藝ライブラリー〉[25]、2013年、解説 與那覇潤）『新支那論』を併録
- 『中国近世史』（岩波書店〈岩波文庫〉、2015年、解説・注 徳永洋介）
なお2010年代より、著作の多くが電子書籍（Amazon Kindle版ほか）で再刊している。

## 関連文献
- 青江舜二郎 『竜の星座　内藤湖南のアジア的生涯』 朝日新聞社 1966年／中公文庫 1980年
  - 新版『アジアびと・内藤湖南』 時事通信社 1971年
- 三田村泰助 『内藤湖南』 中公新書 1972年 - 弟子による回想評伝
- 千葉三郎 『内藤湖南とその時代』 国書刊行会 1986年
- 加賀栄治 『内藤湖南ノート』 東方書店 1987年
- ジョシュア・フォーゲル 『内藤湖南－ポリティックスとシノロジー』 井上裕正訳、平凡社〈テオリア叢書〉1989年
- 『内藤湖南の世界 アジア再生の思想』 内藤湖南研究会編、河合文化教育研究所 2001年。谷川道雄ほか
- 粕谷一希 『内藤湖南への旅』 藤原書店 2011年
- 『内藤湖南とアジア認識』 山田智・黒川みどり編、勉誠出版 2013年。他に田澤晴子・與那覇潤・松本三之介ら全7名の論考
- 高木智見 『内藤湖南　近代人文学の原点』 筑摩書房 2016年 - 生誕150年記念出版

### 論考・回想
- 杉村邦彦『書苑彷徨　第三集』二玄社、1993年 - 「書簡を通して見た湖南先生の人と学芸」
- 礪波護『敦煌から奈良・京都へ』法藏館、2016年 - 「第4部 先学の顕彰　内藤湖南の学風 ほか」
- 岡本隆司『近代日本の中国観 石橋湛山・内藤湖南から谷川道雄まで』講談社選書メチエ、2018年 - 「第3章　内藤湖南－「近世」論と中国社会」
- 『東方学回想 I 先学を語る〈1〉』 刀水書房、2000年 - 第4章に門下生達による座談会での回想
- 増淵龍夫『日本の近代史学史における中国と日本　津田左右吉と内藤湖南』リキエスタの会、2001年 - 冊子

### 資料
- 蔵書約3万3千冊は、関西大学図書館「内藤文庫」で所蔵。他に大阪市立大学（現：大阪公立大学杉本図書館）にも「内藤文庫」（旧蔵書5,892冊）が所蔵。
  - 『内藤文庫 漢籍古刊古鈔目録』（1986年）
  - CD-ROM『関西大学所蔵 内藤文庫目録』（1999年、改訂版2001年）
  - 元版は1989~1996年発行の蔵書目録「内藤文庫リスト」（全5冊）- 以下は所蔵資料による研究
- 陶徳民『もう一つの内藤湖南像　関西大学内藤文庫探索二十年』関西大学出版部、2021年
  - 『内藤湖南と清人書画』、陶徳民編「東西学術研究所資料集刊」関西大学出版部、2009年
  - 『内藤湖南の人脈と影響』、陶徳民編「東西学術研究所資料集刊」関西大学出版部、2022年
  - 『内藤湖南研究の最前線』、陶徳民編「東西学術研究所資料集刊」関西大学出版部、2023年
- 『内藤湖南敦煌遺書調査記録 影印』（正・続）、玄幸子・高田時雄編「東西学術研究所資料集刊」関西大学出版部、2015-2017年
- 『内藤湖南と石濱純太郎　近代東洋学の射程』、玄幸子編「東西学術研究所資料集刊」関西大学出版部、2023年

その他
- 于伝鋒『中国からみた内藤湖南思想研究』風詠社、2021年
- 朱琳「中国史像と政治構想　内藤湖南の場合（一）～（五）」、『国家学会雑誌』123巻9・10号～124巻5・6号（五回連載）、国家学会、2010年10月～2011年6月[26]
- 秋田市 編「文芸・芸能編」『秋田市史』 第十四、秋田市、1998年3月。
- 『学問と情熱6　内藤湖南』 奥村郁三監修、ナレーター横内正、紀伊國屋書店（ビデオ1998年、廉価版DVD、2011年）